# Zabrzeż
Zabrzeż – wieś w Polsce, położona w województwie małopolskim, w powiecie nowosądeckim, w gminie Łącko.
W latach 1975–1998 miejscowość administracyjnie należała do województwa nowosądeckiego.

## Położenie
Wieś jest położona u ujścia Kamienicy Gorczańskiej do Dunajca, na pograniczu trzech pasm górskich: Beskidu Wyspowego (tereny po północnej stronie Kamienicy), Gorców (po południowej stronie Kamienicy) i Beskidu Sądeckiego (po wschodniej stronie Dunajca). Na obydwu zboczach doliny Kamienicy znajdują się liczne wzniesienia: Byniowa (688 m) z doskonałym widokiem na Tatry i Beskidy; Twarogi (845 m), Koziarnia (609 m) z szeroką panoramą szczytów Beskidu Wyspowego, Beskidu Sądeckiego i Pienin oraz Babia Góra (460 m).
W Zabrzeży znajduje się ważne skrzyżowanie, na którym droga łącząca „zakopiankę” z doliną Dunajca (Lubień – Mszana – Szczawa – Kamienica – Zabrzeż) łączy się z drogą z Nowego Sącza do Krościenka i Szczawnicy.

## Integralne części wsi
| przysiółki | Byniowa, Dąbrówka, Dybce, Jarosze, Kąty, Niżna, Paproć, Polanka, Słabaszowa, Suszyce, Wietrznice, Wójciki, Wygony, Wyżna Paproć, Zarębki |
| części wsi | Babiniec, Biały Potok, Boczów, Dąbrowy, Gronik, Jaworów, Łaz, Łęgi, Nawsie                                                               |

## Zarys historii
Na spłaszczonym wierzchołku Babiej Góry znajdują się ślady grodziska z ostatniej fazy kultury łużyckiej, najdalej wysuniętego na południe w dolinie Dunajca.
Najstarsze ślady osadnictwa odkryto na Babiej Górze (446 m):
- grodzisko z okresu kultury łużyckiej (III okresu brązu: 1200–1000 r. p.n.e.) oraz wczesnej epoki żelaza (okres halsztacki)
- powtórne osadnictwo na Babiej Górze miało miejsce w czasie krakowskiej fazy osadniczej (XII–XIII w.); po XIII w. wzniesiono tu niewielki zamek obronny otoczony murem kamiennym; na szczycie od strony wschodniej widać wyraźne ślady głębokiej średniowiecznej suchej fosy

Rejon Zabrzeży należał najpierw do księcia krakowskiego, potem – w wyniku zapisu wieczystego – przejęła go Kinga, żona Bolesława Wstydliwego. Najstarsza wzmianka o samej wsi datuje się na rok 1312. Według legendy w początkach XVII w., w czasie wojen z Portą Osmańską, osadzono tu jeńców tureckich, mile byli tu też przyjmowani okoliczni zbójnicy.
Zabrzeż, wraz z sąsiednimi wsiami będącymi obecnie jej przysiółkami (Wietrznica, Boczów i Byniowa), weszła do klucza wsi należących do starosądeckiego klasztoru klarysek i pozostawała w nim aż do okresu rozbiorów. W latach 1855–1867 Zabrzeż należała do powiatu krościeńskiego. Wówczas to zarządcami Zabrzeży, podobnie jak pobliskiej Kamienicy, była rodzina Szalayów, właściciele i twórcy uzdrowiska Szczawnica.

## Zabrzeż obecnie
Zabrzeż to duża wieś letniskowa (1122 mieszkańców). Miejscowość turystyczna i duży ośrodek sadownictwa; podobnie jak w sąsiednim Łącku uprawia się tu przede wszystkim jabłonie i śliwy. Warto zobaczyć stojącą koło szkoły dwukondygnacyjną kapliczkę, która w dawnych wiekach służyła podobno również jako punkt ostrzegawczy – w razie zagrożenia rozpalano wokół niej ogniska. Ciekawym miejscem jest bez wątpienia tzw. Babia Góra, grodzisko z okresu kultury łużyckiej i z okresu halsztackiego. Wznosi się ona 85 m nad wsią, a jej nazwa ma pochodzić od pewnej staruszki mieszkającej tu w XV stuleciu. Kobieta była ponoć życzliwej natury i pomagała ludziom, toteż w 500 rocznicę jej śmierci wystawiono na górze krzyż. Zabrzeż jest jednym z ośrodków kultury ludowej Sądecczyzny.
W Zabrzeży-Wietrznicach, w dawnym korycie Dunajca, znajduje się jeden z trzech w Polsce sztucznych torów kajakarstwa górskiego, przeznaczony do sportu wyczynowego, umożliwiający pełne treningi kadry narodowej seniorów i juniorów. Organizowane są tutaj najwyższej rangi międzynarodowe zawody w kajakarstwie górskim, takie jak Mistrzostwa Europy czy Mistrzostwa Świata.
Z Zabrzeży wywodzą się liczni artyści i twórcy ludowi, m.in.:
- Antoni Kurzeja – badacz dziejów wsi, autor książki Z rodzinnych stron Mikołaja Zyndrama wodza spod Grunwaldu, Brody 1910
- Jan Bucyk (1915–1976) – nauczyciel, artysta malarz, jego obrazy zdobią sale Urzędu Gminy w Łącku
- Stanisław Klimek (1906–1985) – poeta ludowy, autor licznych wierszy głoszących piękno łąckiej przyrody
- Dominik Konopka (1926–1990) – artysta rzeźbiarz, autor licznych rzeźb w drewnie o tematyce sakralnej
- Franciszek Janc – artysta ludowy, twórca strojów górali łąckich, zdobywca licznych nagród i wyróżnień
- Dariusz Pachut – podróżnik i sportowiec, pomysłodawca projektu Slide Challenge - Korony Wodospadów. W 2019 roku zdobył najwyższy wodospad na świecie Salto Angel i zjechał z niego na linie, jako jeden z nielicznych ludzi na świecie. Podróżuje po całym świecie, pasjonat kanioningu, mistrz Polski BJJ. Podróżował m.in. do Chin i Wenezueli[7].

Urodziła się też tutaj siostra Celestyna Faron NMP NP (Katarzyna Stanisława Faron) beatyfikowana w gronie 108. błogosławionych męczenników.

## Ochotnicza Straż Pożarna
Ochotnicza Straż Pożarna w Zabrzeży powstała w 1941 roku. Dysponuje samochodem Ford Transit 90T350 GLBAM 0,3/1,5+8.